# 史提芬·麥佳亞
史蒂芬·馬奎爾（英語：Stephen Maguire，1981年3月13日—），是英國職業的斯诺克選手。他在1998年轉為職業，從2005年到2016年8月，他連續11年在司諾克世界排名前16名。他曾奪得6次排名賽冠軍，包括2004年英錦賽。目前已擊出超過400次破百，包括3次147。

## 職業生涯

### 2018-現在
馬奎爾在2018-19賽季的開局不錯，贏得了喬·佩里和奇倫·威爾森的勝利，他進入了2018年里加大師賽的半決賽，但以5-1輸給了傑克·利索斯基。10月，馬奎爾進入了另一排名賽的半決賽，在2018年英格蘭公開賽以6-3輸給了史都華·賓漢。他在2018年英國錦標賽中表現不錯，晉級四分之一決賽，但被馬克·艾倫以6-1擊敗。馬奎爾自2016年以來重返大師賽；然而，對手馬克·塞爾比以6-2的比分取勝。馬奎爾在2月的德國大師賽上打進了本賽季的第3次半決賽，但被奇倫·威爾森以6-1擊敗。在世界司諾克錦標賽中，馬奎爾以10-9與13-12擊敗田鵬飛和詹姆斯·卡希爾（James Cahill），但在四分之一決賽中未能晉級，以6-13輸給了賈德·川普。
2019年9月，馬奎爾在決賽中以8-6擊敗約翰·希金斯，第二次贏得了2019年六紅球世界錦標賽冠軍。12月，馬奎爾第3次打進英國錦標賽決賽，並對陣丁俊暉。儘管丟掉了前4局，但馬奎爾在第一階段結束時還是將比分追到了3-5。在第二階段比賽中，馬奎爾擊出了3杆破百，以6-8落後，但丁俊暉的實力太好了，馬奎爾以6-10輸了，獲得亞軍。然而，他來到了本賽季的亮點。在6月的巡迴錦標賽中，馬奎爾以替補選手參賽，他在擊敗尼爾·羅伯森和賈德·川普後進入決賽。並在決賽中以10-6擊敗馬克·艾倫，獲得了15萬英鎊的冠軍獎金。這是他七年來的再次獲得冠軍。在2020年世界司諾克錦標賽上，馬奎爾被馬丁·古爾德擊敗，比分3-10。
馬奎爾在2021年大師賽上擊敗以3-6馬克·塞爾比，隨後以5-6輸給最終獲得冠軍的顏丙濤。